# Втрати 41-го окремого мотопіхотного батальйону
У статті описано деталі загибелі бійців 41-го окремого мотопіхотного батальйону.
| Прізвище, ім'я, по батькові        | Військове звання  | Дата загибелі   | Опис |
| ---------------------------------- | ----------------- | --------------- | --- |
| Рудник Артем Юрійович              | молодший сержант  | 27 липня 2014   | Загинув на блокпосту під Новоіванівкою, Попаснянського району Луганської області.                                                               |
| Шкляр Ігор Володимирович           | солдат            | 25 серпня 2014  | Зазнав важких поранень під Дебальцевим (Донецька область). Ігор понад тиждень пробув у Київському шпиталі, але врятувати його життя не вдалося. |
| Яковенко Денис Олександрович       | старший солдат    | 24 вересня 2014 | Загинув під час артилерійського обстрілу, вчиненого російськими збройними формуваннями під Дебальцевим (Донецька область).                      |
| Сергієнко Ігор Володимирович       | солдат            | 22 вересня 2014 | Помер у Київському центральному військовому шпиталі від важких поранень, яких зазнав у зоні проведення АТО.                                     |
| Афанасенко Віктор Миколайович      | старшина          | 9 березня 2015  | Помер у зоні бойових дій від загострення хвороби                                                                                                |
| Сорока Іван Іванович               | старший солдат    | 30 квітня 2015  | Новогригорівка |
| Бадуненко Сергій Іванович          | солдат            | 30 квітня 2015  | Новогригорівка |
| Грачов Максим Валентинович         | солдат            | 13 травня 2015  | Старогнатівка |
| Пєвнєв Ігор Павлович               | старший лейтенант | 11 серпня 2015  | Загинув під час виконання бойового завдання поблизу села Старогнатівка, Волноваський район                                                      |
| Барановський В'ячеслав Миколайович | капітан           | 26 серпня 2015  | с. Старогнатівка |
| Грищенко Анатолій Володимирович    | старшина          | 19 жовтня 2015  | смт Новотроїцьке |
| Ільчишин Олександр Михайлович      | солдат            | 26 серпня 2016  | |

### 2023
- 27 лютого 2024 — Костеров Ігор Олегович. 2 червня 1988, м. Бровари. Загинув біля села Синьківка на Харківщині.[2]